# Josef Riederer
Josef Riederer (* 29. Dezember 1939 in München; † 3. Juni 2017 in Oberammergau) war ein deutscher Archäometer und Archäometallurg. Er war Experte für die naturwissenschaftliche Untersuchung von archäologischen Fundstücken und Kunstwerken und war lange Jahre Leiter des Rathgen-Forschungslabors der Staatlichen Museen zu Berlin.

## Leben
Riederer besuchte die Volksschule in Großhadern; 1958 absolvierte er das Abitur an der Klenze-Oberrealschule in München. Von 1958 bis 1964 studierte Riederer Geologie an der Ludwig-Maximilians-Universität: 1962 erlangte er sein Diplom, 1964 promovierte er zum Dr. rer. nat. Danach war er bis 1966 wissenschaftlicher Assistent am „Institut für Gesteinskunde“ der LMU München, von 1967 an war er wissenschaftlicher Mitarbeiter am Doerner-Institut für naturwissenschaftliche Untersuchung und Konservierung von Kunstwerken der Bayerischen Staatsgemäldesammlungen in München.
Von 1974 bis zu seiner Pensionierung im Jahr 2004 war er Direktor des Rathgen-Forschungslabors der Staatlichen Museum zu Berlin.
Von 1981 bis 2004 war er Honorarprofessor für Archäometrie an der TU Berlin. Seit 2004 war er ehrenamtlicher Mitarbeiter des Rathgen-Forschungslabors in Berlin und des Bayerischen Nationalmuseums in München. Riederer lebte zuletzt in Oberammergau.
Riederer hat zahlreiche archäometrische und archäometallurgische Arbeiten veröffentlicht und diverse Übersichtsartikel und Bibliographien über analytische Methoden in der Archäometrie geschrieben. Darüber hinaus hat er mehrere Ausstellungen organisiert und ein Buch über Kunstfälschungen geschrieben.

## Veröffentlichungen (Auswahl)
- Monografien
  - Echt und falsch: Schätze der Vergangenheit im Museumslabor, Berlin u. a.: Springer 1994, ISBN 978-3-540-57893-2.
  - Archäologie und Chemie: Einblicke in die Vergangenheit; Ausstellung des Rathgen-Forschungslabors SMPK, September 1987 – Januar 1988, Berlin: Rathgen-Forschungslabor SMPK 1987, ISBN 978-3-88609-212-3.
  - Konservieren und Restaurieren in Deutschland, Bonn: Inter Nationes 1993 (Adressbuch)
  - Kunstwerke chemisch betrachtet: Materialien, Analysen, Altersbestimmung, Berlin; Heidelberg; New York: Springer 1981, ISBN 978-3-540-10552-7.
  - Kunst und Chemie – das Unersetzliche bewahren: Ausstellung der Staatlichen Museen Preußischer Kulturbesitz; Oktober 1977 – Januar 1978. Staatliche Museen Preußischer Kulturbesitz (Berlin), Berlin: Rathgen-Forschungslabor 1977

- Aufsätze
  - Der gegenwärtige Stand der Archäometrie. Berliner Beiträge zur Archäometrie 1 (1976) 33-98.
  - Kunst und Chemie – das Unersetzliche bewahren, Jahrbuch Stiftung Preussischer Kulturbesitz 14 (1979) 79–87
  - Chemie und deren Bedeutung für das Museumswesen, Universitas 38 (1983) 1193–1201
  - Die chemische Analyse in der kulturgeschichtlichen Forschung. Fresenius Zeitschrift für Analytische Chemie 319 (1984) 300–303
  - Chemie und Physik im Dienst der archäologischen Forschung, helvetia archaeologica 69 (1987) 1–35
  - Die chemische Analyse in der archäologischen Forschung, Göttinger Miscellen 100 (1987) 91–95
  - Der Beitrag der Geowissenschaften zur kulturgeschichtlichen Forschung, Die Geowissenschaften 6, No. 2 (1988) 47–52
  - Wolfgang Leschhorn (Hrsg.), mit Beiträgen von Josef Riederer: Die römischen Münzen / Herzog-Anton-Ulrich-Museum Braunschweig, Kunstmuseum des Landes Niedersachsen, Braunschweig: Herzog-Anton-Ulrich-Museum 2006, ISBN 978-3-922279-62-4.